# كراث نبطي
كُرَّاث نَبَطي أو بصل العفريت (الاسم العلمي Allium ampeloprasum)، نوع ثوم من فصيلة النرجسية. موطنه جنوب أوروبا إلى غرب آسيا. ويزرع في العديد من الأماكن الأخرى، ووطن في العديد من الدول.

## معرض صور

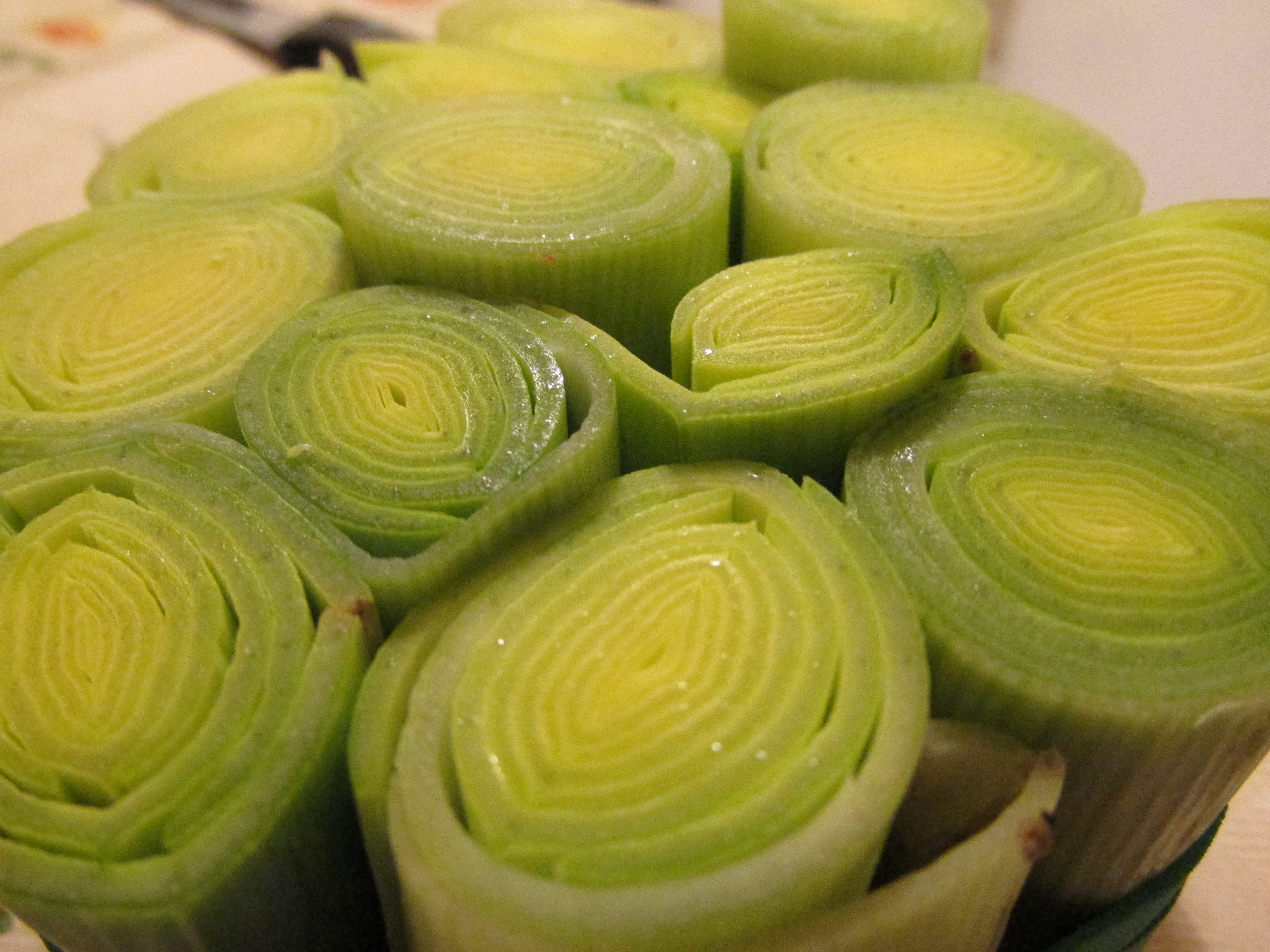
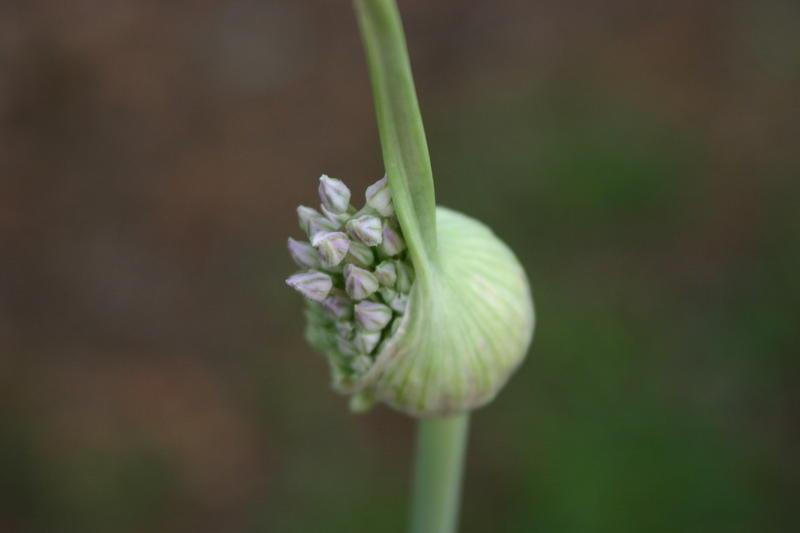
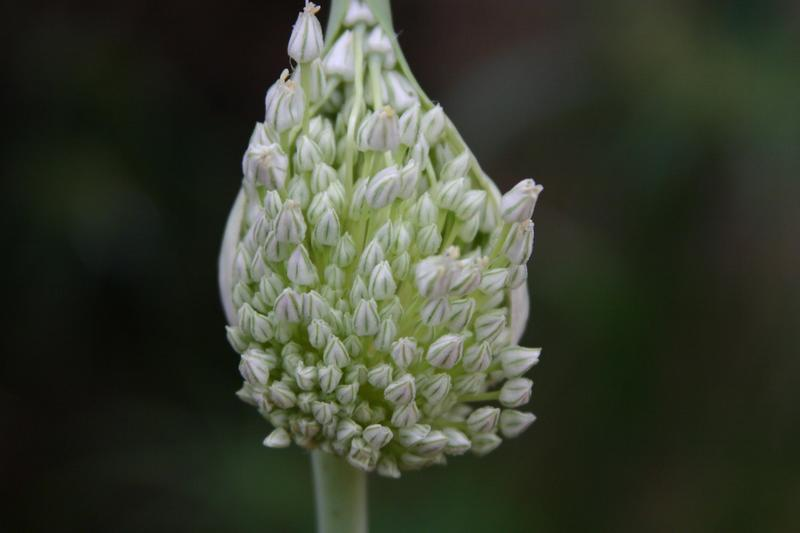